# The Medicine Bottle
The Medicine Bottle é um filme mudo norte-americano de 1909 em curta-metragem, do gênero comédia, dirigido por D. W. Griffith. O filme foi produzido e distribuído por Biograph Company.